# HD182887
HD182887 — хімічно пекулярна зоря спектрального класу A4, що має видиму зоряну величину в смузі V приблизно  8,3.
Вона  розташована на відстані близько 1832,3 світлових років від Сонця.